# براد كيرنز
براد كيرنز (بالإنجليزية: Brad Kearns)‏ هو تريثلت أمريكي، ولد في 4 فبراير 1965 في لوس أنجلوس في الولايات المتحدة.

## وصلات خارجية
- الموقع الرسمي